# 빅 (바둑)
바둑에서 빅 또는 비김수는 먼저 단수를 치는 쪽이 손해를 보게 되기 때문에 서로 단수를 칠 수 없는 무승부 상태를 말한다. '비기다'라는 말에서 유래한 것으로 추측되고 있다.

## 보기
|  |  |  |  |  |  |  |  |  |  |  |  |  |  |  |  |  |  |  |
|  |  |  |  |  |  |  |  |  |  |  |  |  |  |  |  |  |  |  |
|  |  |  |  |  |  |  |  |  |  |  |  |  |  |  |  |  |  |  |
|  |  |  |  |  |  |  |  |  |  |  |  |  |  |  |  |  |  |  |
|  |  |  |  |  |  |  |  |  |  |  |  |  |  |  |  |  |  |  |

위 그림을 보면 흑백 둘 다 붉은 동그라미 자리에 돌을 놓아서 단수치는 것은 가능하다. 하지만 단수를 침과 동시에 자신도 단수에 걸린 상태가 되는 자충수이므로 상대방에게 돌을 따먹히게 된다. 빅을 구성하고 있는 돌들은 모두 살아있는 것으로 처리하고 집을 계산할 때에도 빅을 구성하고 있는 돌들을 제외한다.
- 1도

|  |  |  |  |  |  |  |  |  |
|  |  |  |  |  |  |  |  |  |
|  |  |  |  |  |  |  |  |  |
|  |  |  |  |  |  |  |  |  |
|  |  |  |  |  |  |  |  |  |
|  |  |  |  |  |  |  |  |  |
|  |  |  |  |  |  |  |  |  |
|  |  |  |  |  |  |  |  |  |
|  |  |  |  |  |  |  |  |  |

흑이 먼저 두면 백에게 모두 잡혀 버린다. 그러나 반대로 백이 먼저 두어도 흑에게 잡히면서 흑의 궁도가 7궁으로 되어 흑이 완생함으로써 백이 손해를 보게 된다.
- 2도

|  |  |  |  |  |  |  |  |  |
|  |  |  |  |  |  |  |  |  |
|  |  |  |  |  |  |  |  |  |
|  |  |  |  |  |  |  |  |  |
|  |  |  |  |  |  |  |  |  |
|  |  |  |  |  |  |  |  |  |
|  |  |  |  |  |  |  |  |  |
|  |  |  |  |  |  |  |  |  |
|  |  |  |  |  |  |  |  |  |

제1도와 같은 경우이다. 백이 먼저 두어 흑이 잡아내게 하면 흑의 궁도가 4궁으로 줄지만 직사궁이기 때문에 흑은 완생한다.
- 3도

|  |  |  |  |  |  |  |  |  |  |  |  |  |  |  |  |  |  |  |
|  |  |  |  |  |  |  |  |  |  |  |  |  |  |  |  |  |  |  |
|  |  |  |  |  |  |  |  |  |  |  |  |  |  |  |  |  |  |  |
|  |  |  |  |  |  |  |  |  |  |  |  |  |  |  |  |  |  |  |
|  |  |  |  |  |  |  |  |  |  |  |  |  |  |  |  |  |  |  |

위 그림을 보면 서로 완생한 두 돌과 연결되어 있기 때문에 어느 한 쪽이 손해를 감수하고서라도 붉은 동그라미에 먼저 둘 수 없는 모양이다.
- 4도

|  |  |  |  |  |  |  |  |  |
|  |  |  |  |  |  |  |  |  |
|  |  |  |  |  |  |  |  |  |
|  |  |  |  |  |  |  |  |  |
|  |  |  |  |  |  |  |  |  |
|  |  |  |  |  |  |  |  |  |
|  |  |  |  |  |  |  |  |  |
|  |  |  |  |  |  |  |  |  |
|  |  |  |  |  |  |  |  |  |

이것도 역시 제1도나 제2도와 비슷한 모양이다. 언뜻 보기에는 유가무가로 흑이 백을 완전히 포위한 듯 보여도, 이 모양은 일종의 양자충(兩自充) 모양이다.
- 5도

|  |  |  |  |  |  |  |  |  |
|  |  |  |  |  |  |  |  |  |
|  |  |  |  |  |  |  |  |  |
|  |  |  |  |  |  |  |  |  |
|  |  |  |  |  |  |  |  |  |
|  |  |  |  |  |  |  |  |  |
|  |  |  |  |  |  |  |  |  |
|  |  |  |  |  |  |  |  |  |
|  |  |  |  |  |  |  |  |  |

이 모양은 어느 한 쪽이 붉은 동그라미 중 어디에 먼저 두어도 자충수가 되어 나중에는 앞의 그림들과 같아지게 된다. 따라서 이 그림 역시 빅으로 간주된다.
- 6도

|  |  |  |  |  |  |  |  |  |
|  |  |  |  |  |  |  |  |  |
|  |  |  |  |  |  |  |  |  |
|  |  |  |  |  |  |  |  |  |
|  |  |  |  |  |  |  |  |  |
|  |  |  |  |  |  |  |  |  |
|  |  |  |  |  |  |  |  |  |
|  |  |  |  |  |  |  |  |  |
|  |  |  |  |  |  |  |  |  |

흑이 백 Δ를 완전히 포위해서 죽인 것처럼 보이나 귀의 특수성으로 인해 제4도와 마찬가지로 양자충이 나는 경우이다. 흑이 붉은 동그라미로 단수치면 백이 b에 두어서 흑이 모두 잡히고 흑이 a로 단수쳐도 백이 b로 따 내므로 흑은 백 Δ를 잡을 수 없다. 반대로, 백 역시 흑을 잡으려고 먼저 들어가면 오히려 흑에게 잡힌다.
- 7도

|  |  |  |  |  |  |  |  |  |
|  |  |  |  |  |  |  |  |  |
|  |  |  |  |  |  |  |  |  |
|  |  |  |  |  |  |  |  |  |
|  |  |  |  |  |  |  |  |  |
|  |  |  |  |  |  |  |  |  |
|  |  |  |  |  |  |  |  |  |
|  |  |  |  |  |  |  |  |  |
|  |  |  |  |  |  |  |  |  |

언뜻 보기에 두 집을 낸 흑돌 안의 백돌은 죽은 것처럼 보이나, 흑돌 안의 백돌도 살아있다. 흑은 b에 두지 못하고, a에 두어 단수를 치러 들어가면 백이 c에 두면서 도리어 흑이 잡히게 되므로 잡으러 들어갈 수 없기 때문이다. 결국 이 모양은 귀의 특수성으로 인해 흑이 완벽하게 두 집을 냈음에도 불구하고 안쪽의 백돌을 잡으려고 하면 자충이 되기 때문에 빅이 성립하는 모양이다. 단, 흑의 외부 공배가 하나라도 있다면 흑이 a에 두는 순간 안쪽의 백돌은 단수에 몰려 죽게 된다.
- 8도

|  |  |  |  |  |
|  |  |  |  |  |
|  |  |  |  |  |
|  |  |  |  |  |
|  |  |  |  |  |

이 모양은 백이 붉은 동그라미에 착수하더라도 환격을 당하지만 후절수로 오른쪽의 흑을 다시 잡을 수 있다. 이런 복잡한 모양으로 인해 양쪽 모두 붉은 동그라미에 착수하면 오히려 상대가 조금 더 이득을 얻으므로 어느쪽도 선뜻 먼저 착수하기 어렵다. 따라서 이 모양은 양쪽이 착수할 의사가 없으면 빅으로 간주된다.

## 빅으로 착각하기 쉬운 형태
귀곡사는 언뜻 보면 빅으로 보이나, 이는 바깥쪽의 돌이 죽은 것으로 처리된다.

## 빅의 해소
빅을 이루고 있는 돌이 모두 완생한 상태라면 바둑이 끝난 뒤에도 계속 빅으로 남아 양쪽 모두 살아 있는 것으로 간주되지만, 빅을 이루고 있는 돌 중 어느 한 쪽이라도 죽어 버린다면 빅도 자연스럽게 해소된다.
|  |  |  |  |  |  |  |  |  |
|  |  |  |  |  |  |  |  |  |
|  |  |  |  |  |  |  |  |  |
|  |  |  |  |  |  |  |  |  |
|  |  |  |  |  |  |  |  |  |
|  |  |  |  |  |  |  |  |  |
|  |  |  |  |  |  |  |  |  |
|  |  |  |  |  |  |  |  |  |
|  |  |  |  |  |  |  |  |  |

이 그림은 Δ로 표시된 두 돌이 빅으로 얽혀 있는데 그 오른쪽의 흑이 오궁도화로 백에게 잡히는 모양이 되었다. 이렇게 되어 오른쪽의 흑이 모두 잡히면 빅을 이루고 있던 흑까지 모두 잡혀 버린다. 그냥 이 상태로 바둑이 끝난다면 계가를 할 때도 Δ로 표시된 흑돌을 사석으로 간주하여 들어낸다. 만약 흑이 백보다 먼저 백 1의 자리에 돌을 놓았더라면 오른쪽의 흑이 완생해서 바둑이 끝날 때까지 빅을 유지할 수 있는 모양이다.